# Любомудров, Марк Николаевич
Марк Никола́евич Любому́дров (26 февраля 1932, Ленинград — 20 июня 2023, Санкт-Петербург) — русский писатель, публицист, театровед и общественный деятель, вице-президент Международного фонда славянской письменности и культуры, кандидат искусствоведения.

## Биография
Родился 26 февраля 1932 года в Ленинграде. Внук православного священника Николая Ивановича Любомудрова, репрессированного и расстрелянного в 1918 году и в 2000 году Архиерейским собором РПЦ причисленного к лику святых новомучеников.
Окончил с отличием искусствоведческий факультет Ленинградского театрального института им. А. Н. Островского (1956). Работал заведующим литературной частью в Ярославском драматическом театре им. Ф. Г. Волкова, в 1962 году защитил кандидатскую диссертацию «Ярославский драматический театр им. Ф. Г. Волкова», затем в 1971—1987 годах возглавлял сектор в Ленинградском институте театра, музыки и кинематографии, был научным сотрудником Ленинградской консерватории (1987—1989).
Председатель Ленинградского отделения Всероссийского фонда культуры с 1989 года. В 2005 году вошёл в состав Главного совета восстановленного Союза русского народа. Профессор, действительный член Петровской академии наук и искусств, член Союза писателей и Союза театральных деятелей России. Входил в научный совет Института русской цивилизации.
Автор расхожего выражения, приписанного позднее Борису Ельцинy: «Россия поднимается с колен».
Один из создателей «Русской партии» — общественного движения, возникшего в СССР на базе ВООПИК для защиты русских исторических и культурных ценностей. По сути, это была первая русская оппозиция коммунистической власти в СССР, возникшая на волне «оттепели». В неё входили также Сергей Семанов, Вадим Кожинов, Петр Палиевский и др. Фактически, это была попытка «из-под глыб» коммунистической идеологии противостоять русофобским тенденциям, идущим ещё от раннего большевизма, в трактовке исторических событий, явлений культуры, художественных произведений. М. Н. Любомудров был одним из первых борцов с «русофобией», наряду с И. Р. Шафаревичем.
Скончался в Санкт-Петербурге 20 июня 2023 года. Похоронен на Северном кладбище.

## Семья
Супруга Ольга Борисовна Сокурова — доктор культурологии, профессор СПбГУ. Сын Алексей (род. 1958) — литературовед.

## Творческая деятельность
Дебютировал в печати в 1955 году. Автор работ по истории российского театра: «Старейший в России» (1964), «Федор Волков и русский театр» (1971), «Века и годы старейшей сцены» (1981), «Н. Симонов» и «Ю. Завадский» (1984 и 1988, из серии «Жизнь замечательных людей») и др.
Публиковался в журналах «Молодая гвардия», «Наш современник», других изданиях. Публицистические статьи составили книги «Судьба традиций» (1983), «Размышления после встречи» (1984), «Каноны русского мира» (2014).

## Статьи
- Семанов С. Н. Любомудров, Марк Николаевич. На сайте «Хронос».
- Биография
- О фильме Мела Гибсона «Страсти Христовы»
- Солнце русской духовности
- Статья в «Большой энциклопедии русского народа» (2003)
- Лебедев С. В. Любомудров Марк Николаевич // Литераторы Санкт-Петербурга. XX век. Энциклопедический справочник [Электронный ресурс] / глав. ред. и сост. О. В. Богданова, ред. и сост. А. М. Любомудров, Б. В. Останин. — СПб. : Книжная лавка писателей, 2020.
- Статья на сайте Православного юридического фонда им. И. А. Ильина
- О русском театре, патриотизме, евреях и о Русском деле (интервью М. В. Назарову)
- Прохоров С. Россия провожает в последний путь верного своего сына и любимого патриота. Памяти Марка Николаевича Любомудрова // Русская линия, 22.06.2023